# アラン・プール
アラン・マーク・プール（Alan Mark Poul, 1954年5月1日 - ）は、アメリカ合衆国の映画及びテレビのプロデューサー、監督である。

## キャリア
17歳の時に交換留学生として来日し、イエール大学で 日本語と日本文学の学位を取得した。
HBOのテレビシリーズ『シックス・フィート・アンダー』を製作総指揮し、また第2シーズン第10話で監督デビューする。
2008年のCBSのシリーズ『Swingtown』ではパイロット版を含む計4話を監督する。
2010年にはCBSフィルムズの映画『カレには言えない私のケイカク』を監督する。当初は『Plan B』という題名であった。
2020年の「TOKYO VICE」で製作総指揮を務め、小池東京都知事を訪問するなどしてロケ地の確保に尽力した。2023年には東京観光大使に任命された。

## フィルモグラフィ
| 映画 - ブラック・レイン Black Rain (1989) アソシエイトプロデューサー - キャンディマン Candyman (1992) 製作 - あなたに逢えるその日まで… Til There Was You (1997) 製作 - THURSDAY Thursday (1998) 製作 - ウーマン・オン・トップ Woman on Top (2000) 製作 テレビ - アンジェラ15歳の日々 My So-Called Life (1994-1995) 製作 - シックス・フィート・アンダー Six Feet Under (2001-2005) 製作総指揮 - Swingtown (2008) 製作総指揮 - ニュースルーム The Newsroom (2012) 製作総指揮 | 映画 - カレには言えない私のケイカク The Back-up Plan (2010) テレビ - シックス・フィート・アンダー Six Feet Under (2002-2005) 計4話 - 第2シーズン第10話 「責任」 (2002) - 第3シーズン第4話 「変化」 (2003) - 第4シーズン第5話 「恐怖」 (2004) - 第5シーズン第4話 「不惑」 (2005) - ROME［ローマ］ Rome (2005-2007) 計2話 - 第1シーズン第6話 「アントニウスの決断」 (2005) - 第2シーズン第3話 「キケロの提案書」 (2007) - ビッグ・ラブ Big Love (2006) 計2話 - 第1シーズン第11話 "Where There's a Will" (2006) - 第2シーズン第3話 "Reunion" (2007) - Swingtown (2008) 第4話 - 第1シーズン第1話 "Pilot", (2008) - 第1シーズン第2話 "Love Will Find a Way" (2008) - 第1シーズン第8話 "Puzzlerama" (2008) - 第1シーズン第13話 "Take It To The Limit" (2008) - ニュースルーム The Newsroom (2012) 計2話 - 第1シーズン第4話 「噂の真相」 (2012) - 第1シーズン第9話 「置き去りの夢」 (2012) - 第2シーズン第1話 "First Thing We Do, Let's Kill All the Lawyers" (2013) |